# Болдклуббен 1913
«Болдклуббен 1913» (дан. Boldklubben 1913) — данський футбольний клуб із міста Оденсе.

## Історія
Заснований 2 листопада 1913 року. В елітному дивізіоні данського футболу провів 11 сезонів (останній — 1989).
Найбільше матчів у збірній Данії провели: Бент Єнсен і Джек Хансен — по 17.
У 2006 році об'єднався з Б-1909 і «Далумом» в один клуб під назвою «Фюн».

## Досягнення
Чемпіонат Данії
- Друге місце (2): 1962, 1963

Кубок Данії
- Володар (1): 1963